# Joana de Coesme
Joana de Coesme  (em francês:  Jeanne Françoise de Coesme, 1555-1601) foi uma nobre francesa, Senhora de Lucé e de Bonnétable. Era filha de Luís de Coesme. Pelo seu segundo casamento tonou-se membro da Casa de Bourbon e Princesa de Conti.

## Biografia
Joana nasceu em 1555 sendo a única filha de Luís de Coesme, Senhor de Lucé. A sua mãe era Ana Pisseleu, sobrinha de uma outra Ana de Pisseleu, Duquesa de Étampes, a célebre amante do rei Francisco I de França. Joana era a herdeira de Bonnétable, comuna de Sarthe, departamento na região do País do Loire, no noroeste de da França.
Em Janeiro de 1576, casou em primeiras núpcias com Luís de Montafié, Conde de Montafié, Senhor do Piemonte, Príncipe de Carignano. Deste casamento nasceram um filho e duas filhas , incluindo Ana de Montafié, nascida a 21 de julho de 1577. A 6 de outubro de 1577, quando Ana tinha menos de três meses de idade, o pai foi assassinado em Aix-en-Provence quando estava ao serviço do rei Henrique III de França como seu tenente. A mãe requereu a intervenção do rei e do Papa Pio V para assegurar que retomaria a sucessão do património do pai de Bonnétable.  
A 17 de dezembro de 1581, Joana de Coesme casou em segundas núpcias, com Francisco de Bourbon, Príncipe de Conti no Palais du Louvre. Em 1585, o dramaturgo francês Nicolas de Montreux dedicou-lhe a primeira edição do primeiro volume da novela Bergeries de Julliette. As cartas escritas por Joana nos anos 1580s e 1590s disponibilizam aos historiadores uma fonte para os assuntos de estado na província do Maine naquele período.
Joana faleceu em 1601 não tendo tido descendência com Francisco de Bourbon. Ana de Montafié, a filha do primeiro casamento de Joana, tornou-se Condessa de Soissons pelo casamento com Carlos de Bourbon, Conde de Soissons a 27 de dezembro de 1601. Ana herdou quer a herança paterna (Condado de Montafié no Piemonte) e a materna (senhorios de Bonnétable e Lucé), então adquiridos pelos Bourbons. Infelizmente, a mãe contraíra varíola quando viajava para o seu senhorio de Lucé para negociar o casamento da filha, falecendo em Saint-Arnoul, perto de Chartres, na véspera do casamento de Ana.